# Emmanuel Nganou Djoumessi
Pour les articles homonymes, voir Djoumessi.
Emmanuel Nganou Djoumessi, né le 5 novembre 1957 à Bamesso dans le département des Bamboutos, est un homme politique camerounais, juriste de formation, ministre des Travaux publics depuis 2015.

## Biographie
Il fait ses études primaires et secondaires à Manjo, Nkongsamba et Douala, puis obtient une licence de droit (université de Yaoundé, 1982) et le diplôme de l'École nationale d'administration et de magistrature (ENAM) (1983). Il complète sa formation en 2002 par un DEA de droit (université de Nantes). 
Il exerce plusieurs fonctions, devenant en mai 2003, membre du comité de pilotage du programme national de gouvernance du Cameroun, fonction à laquelle s'ajoute en 2005, une place de membre du comité de lutte contre la corruption. Il est durant plusieurs années président du conseil d'administration des Cimenteries du Cameroun (Cimencam), poste qu'il quitte en 2008 et président de l'institut camerounais de la statistique à partir de 2006.
Il est nommé préfet dans les départements de la Menoua et du Koung-Khi (1996-2000), puis secrétaire général de la province de l'Ouest (Cameroun) (1993-1996).
Après avoir été ministre de l'Économie, de la planification et de l'aménagement du territoire (Minepat, 2011-2015), il devient ministre des Travaux publics (2015) dans le gouvernement de Philémon Yang.

## Décorations
- Commandeur de l'ordre de la Valeur